# Onthophagus tenax
Onthophagus tenax là một loài bọ cánh cứng trong họ Bọ hung (Scarabaeidae).